# 連続暴姦
『連続暴姦』（れんぞくぼうかん）は、1983年に公開された日本映画。

## 概要
後年『おくりびと』で第81回アカデミー賞外国語映画賞受賞した滝田洋二郎監督が獅子プロダクション所属時代に当時の盟友・高木功脚本とのコラボで撮った作品。幼少期に姉を殺されたヒロインによる凝った復讐劇となっていて、ピンク映画ながらスリラー映画としての面もある。大杉扮する連続殺人鬼が映写技師として勤務する成人映画館という設定で、今は無き上坂東映が使用されている。
2002年11月にはピンク映画40年記念イベント「PINK FILM CHRONICLE」にて、ニュープリント版がリバイバル上映された。
高木功17回忌（7月19日）を前にした2010年7月2日に、『痴漢電車』シリーズ4作品と共にインターフィルムレーベルからDVDが発売された。
第5回ズームアップ映画祭作品賞・監督賞、第5回 ピンクリボン賞主演男優賞（大杉漣）受賞。

## 惹句
- 私は知りすぎた女……
- 強姦絞殺魔の黒い手が迫る!

## ストーリー
ヒロイン・冬子(織本かおる)はOLとして会社に勤務しながら、ピンク映画配給会社勤務の恋人・新(末次新三郎)のコネで、女友達の名をそのまま頂いたペンネーム“山崎千代子”としてピンク映画の脚本を執筆している。冬子が脚本家になったのは、ある目的からだった。冬子は当時7歳だった12年前、太腿に赤い蛇の刺青をした男に、女子校生の姉・秋子(織本・二役)がレイプされた上絞殺される様を目の当たりにしていた。成長した冬子は男・勝三(大杉漣)が成人映画館の映写技師をやっていることを突き止め、復讐のため脚本家となり、姉のレイプ殺人を事細かに再現した自作のピンク映画を上映することで、勝三を追い詰めて行く。

## キャスト
- 冬子/秋子（二役）：織本かおる
- 勝三：大杉漣
- 波子：麻生うさぎ
- 駿河新：末次真三郎
- 山崎千代子：竹村祐佳
- 女子校生：佐々木裕美
- 映画館支配人：螢雪次朗
- その他：伊藤正彦、早川祥一

## スタッフ
- 監督：滝田洋二郎
- 企画：伊能龍
- 脚本：高木功
- 撮影：佐々木原保志
- 照明：守田芳彦
- 編集：酒井正次
- 助監督：桜田繁
- 録音：銀座サウンド
- 現像：東映化学
- 協力：上板橋東映劇場
- 製作：獅子プロダクション
- 配給：新東宝映画